# Nosná lišta

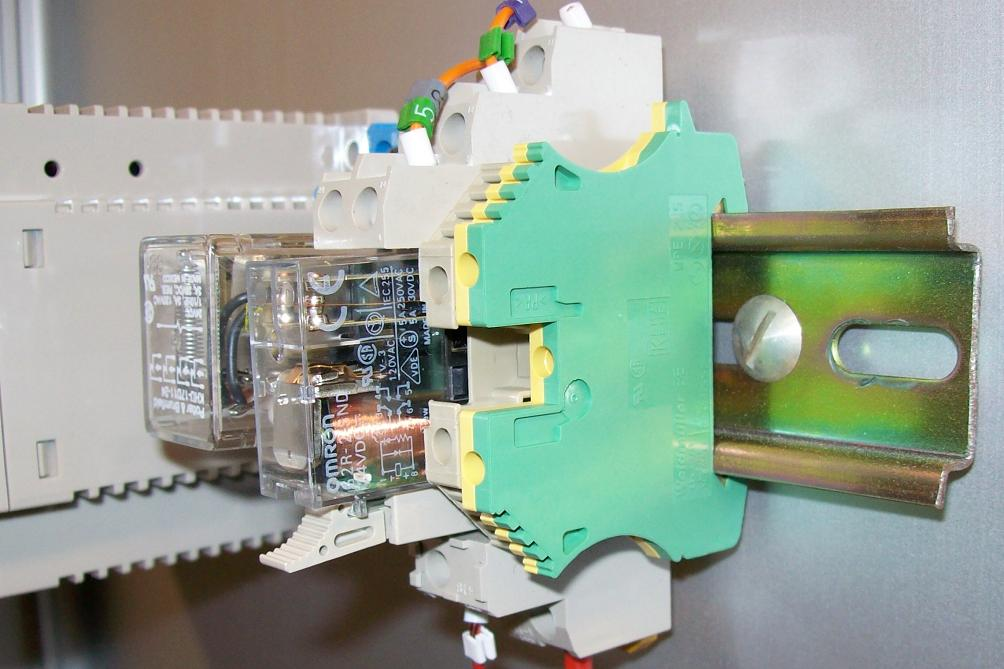
Přístroje osazené na DIN-lištu

Rozměry DIN-lišty

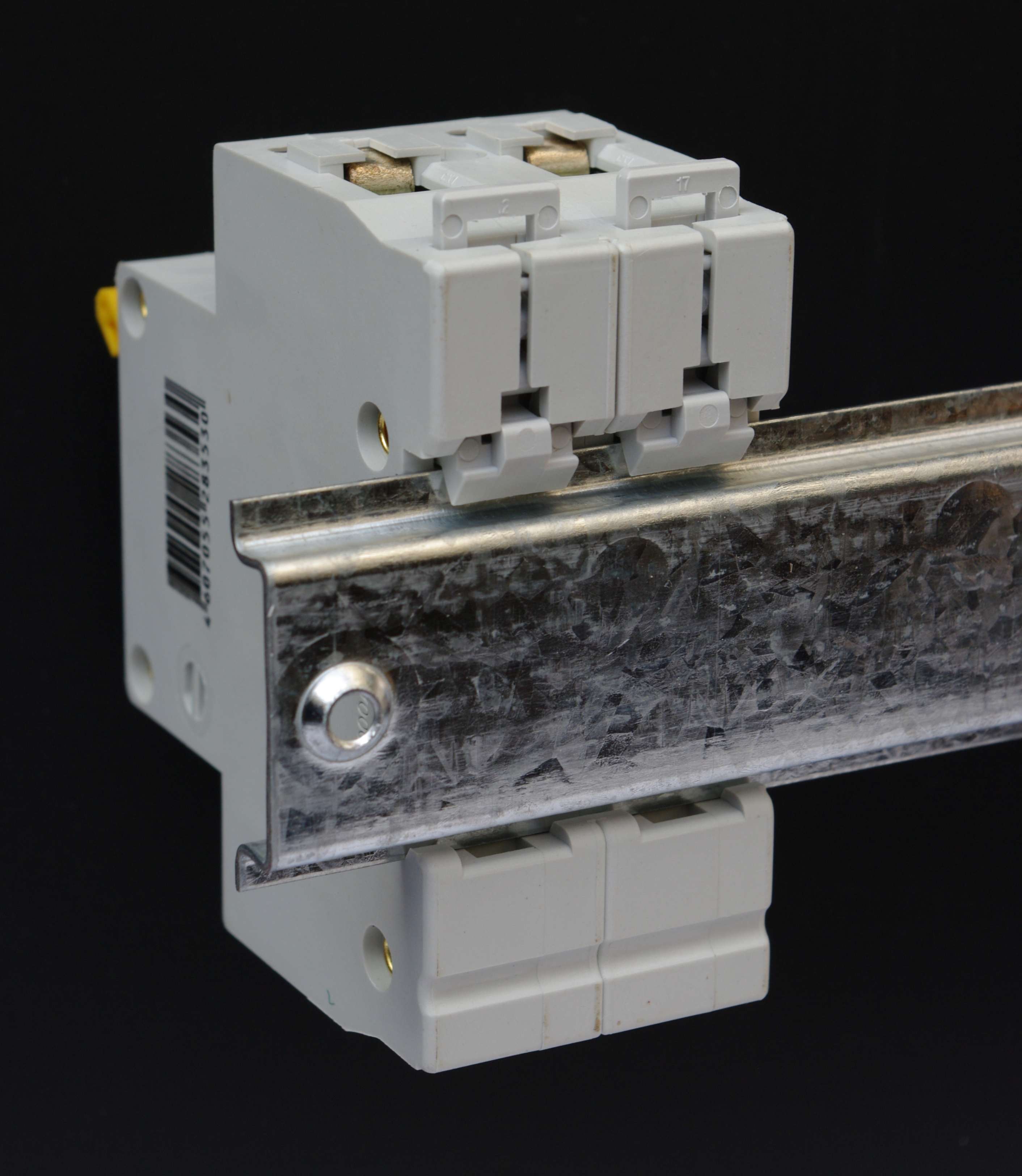
Detail přístroje osazeného na DIN-liště

Nosná lišta v elektrotechnice je kovová lišta normalizovaného tvaru a rozměrů. Lišty slouží k upevňování elektrických přístrojů v rozvodnicích, rozvaděčích, ovládacích skříních a podobných zařízeních. Na nosnou lištu mohou být přístroje (relé, chrániče, spínací hodiny, jističe, řadové svorky) nasunuty zboku nebo nacvaknuty zepředu a zaaretovány. Montáž rozvaděčů je využitím standardních lišt a jim přizpůsobených přístrojů usnadněna a zlevněna.

## Konstrukční provedení
Lišty se vyrábějí z ocelového plechu, případně z mědi nebo hliníku. V Česku převažuje jako materiál ocelový plech s protikorozní ochranou žárovým zinkováním. Lišty se dodávají v metráži a mají předlisované upevňovací otvory.

## TS 35 DIN-lišta
Lišta dle ČSN EN 60715 má základní tvar U. Její varianta se šířkou 35 mm a hloubkou 7,5 mm se obvykle označuje jako DIN-lišta. Pro upevnění na tuto lištu je přizpůsobeno obrovské množství přístrojů různých výrobců. Přístroje mají šířku vždy v násobku 18 mm. Tato šířka se označuje jako 1M (jeden modul) a odpovídá šířce běžného jednopólového jističe. Přístroje přizpůsobené montáži na DIN-lištu natolik převažují, že například malé plastové rozvodnice ("kryty jističů") mají úchyt pro přístroje vylisovaný ve tvaru napodobujícím DIN-lištu.